# センセオ
センセオ(SENSEO)は、フィリップスとダウ・エグバーツのポッド式コーヒーのブランド。2001年にオランダを代表する大手電気メーカーであるフィリップスと、同じくオランダのダウ・エグバーツのパートナーシップによって生まれた。日本市場にも、三井物産の扱いで参入したが、現在は撤退している。

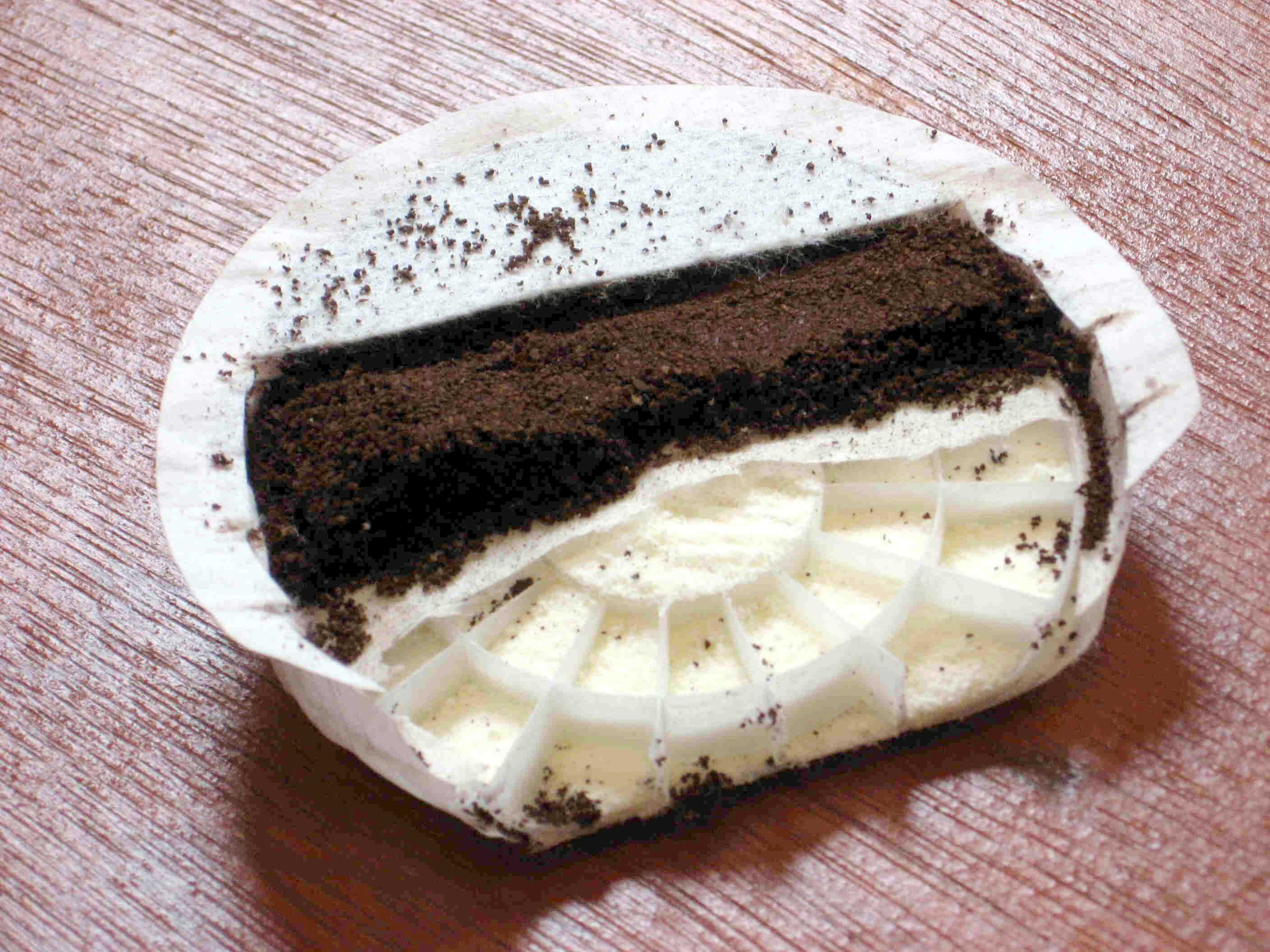
センセオのコーヒーポッド
60mm径である

## 製品特徴
手軽さが人気で、フランス、ドイツ、イタリア等で高い支持を集めており、本国オランダでは既に60％のシェア、全世界で1500万台以上の売り上げを記録している。
商品はポッド式コーヒーと呼ばれるもので、センセオ社専用のコーヒーポッド（60mm径）をセットして、スイッチを押すだけ。簡単な操作でクレマコーヒーを飲めるのが人気の要因と言える。

## コーヒーポッド

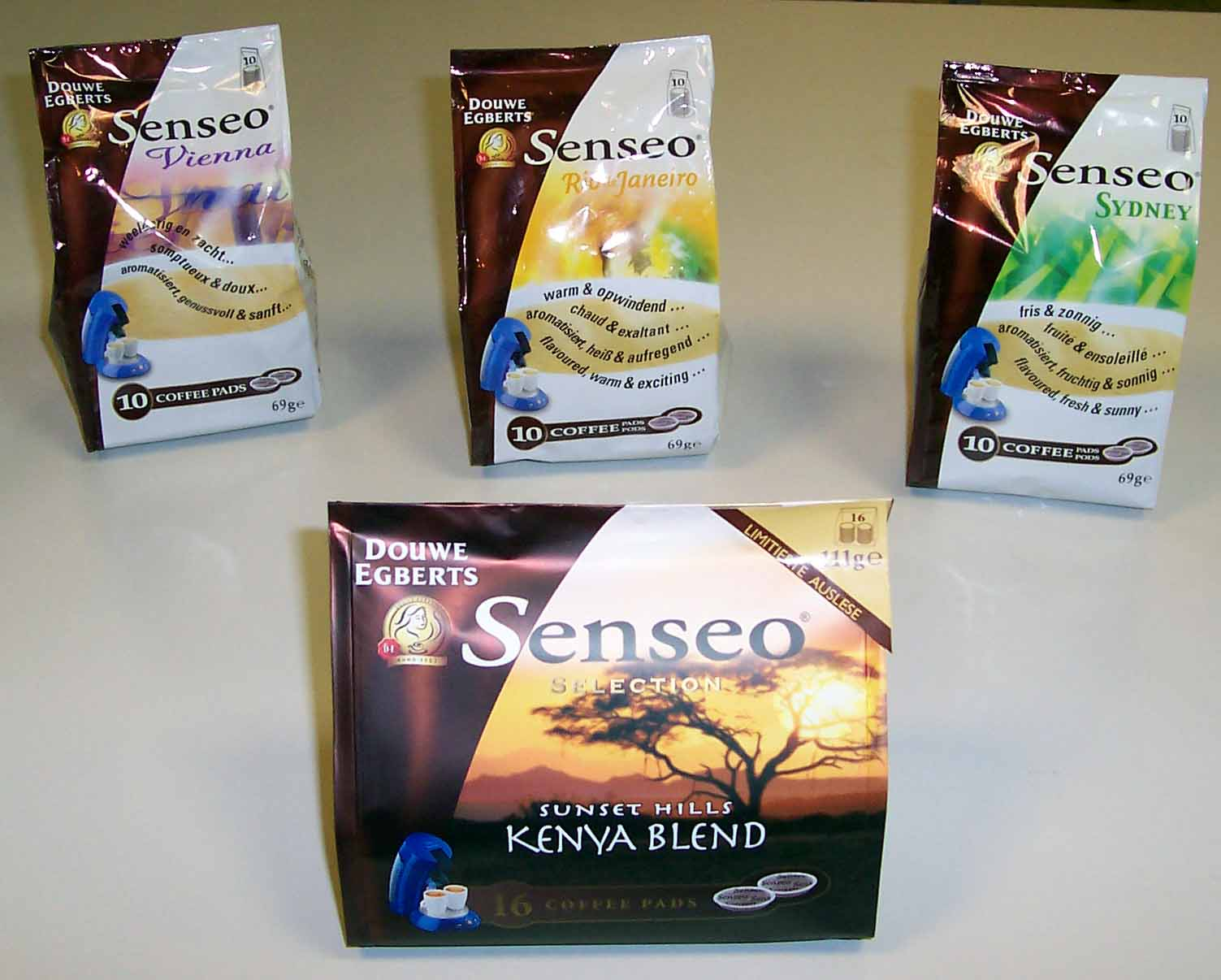
センセオのポッド

現在ポッドはモコナ社から7種類のポッドが発売されている。
- オリジナルマインド
- ベーシックブレンド
- マウンテンブレンド
- プレミアムダークロースト
- ブラジルブレンド
- ケニアブレンド
- コロンビアブレンド

## 参考
- コラム：家電製品ミニレビューフィリップス「Senseo」 インプレス家電Watch
- 日本カフェポッド協会